# Taputapuatea
Taputapuatea es una comuna francesa situada en la subdivisión de Islas de Sotavento, que forma parte de la colectividad de ultramar de Polinesia Francesa.

## Composición
Está formada por la unión de las tres comunas asociadas de Avera, Opoa y Puohine, que abarcan una fracción de la isla de Raiatea:
| Comuna asociada de Avera       |                  |                  |                    |
| Fracción de la isla de Raiatea | Población (2012) | Superficie (km²) | Densidad (hab/km²) |
| Avera                          | 3228             | -                | -                  |
| Comuna asociada de Opoa        |                  |                  |                    |
| Fracción de la isla de Raiatea | Población (2012) | Superficie (km²) | Densidad (hab/km²) |
| Opoa                           | 1236             | -                | -                  |
| Comuna asociada de Puohine     |                  |                  |                    |
| Fracción de la isla de Raiatea | Población (2012) | Superficie (km²) | Densidad (hab/km²) |
| Puohine                        | 322              | -                | -                  |

## Demografía
| Gráfica de evolución demográfica de Taputapuatea entre 1971 y 2012 |
|                                                                    |

Fuente: Insee